# 劳恩弗尔德
劳恩弗尔德是德国下萨克森州的一个市镇。总面积17.21平方公里，总人口2503人，其中男性1250人，女性1253人（2011年12月31日），人口密度145人/平方公里。